# Фатьма Еметуллах султан
Фатьма Еметуллах султан (1678 — 6 грудня 1700) — османська султана, донька султана Мехмеда IV та Еметуллах Гюльнуш султан.

## Життєпис
Народилася приблизно в 1679 році в палаці Едірне або палаці Топкапи в родині Мехмеда IV і його фаворитки Еметуллах Рабії Гюльнуш Султан. Її друге ім'я було дано на честь її матері. Була шостою та останньою дитиною в сім'ї.
Була одружена з Тирнакчі Ібрагім-султаном (1695—1697) та Топал Юсуф-султаном (1697—1700) Від першого шлюбу в неї народилася донька Рукіє Ханим-султан, від другого Сафіє Ханим-султан
Померла 13 грудня 1700 року від сухот або післяпологових ускладнень. Поховано в мечеті Турхан султан поруч з батьком. На похороні були присутні державні діячі.